# Modelo de Streeter-Phelps

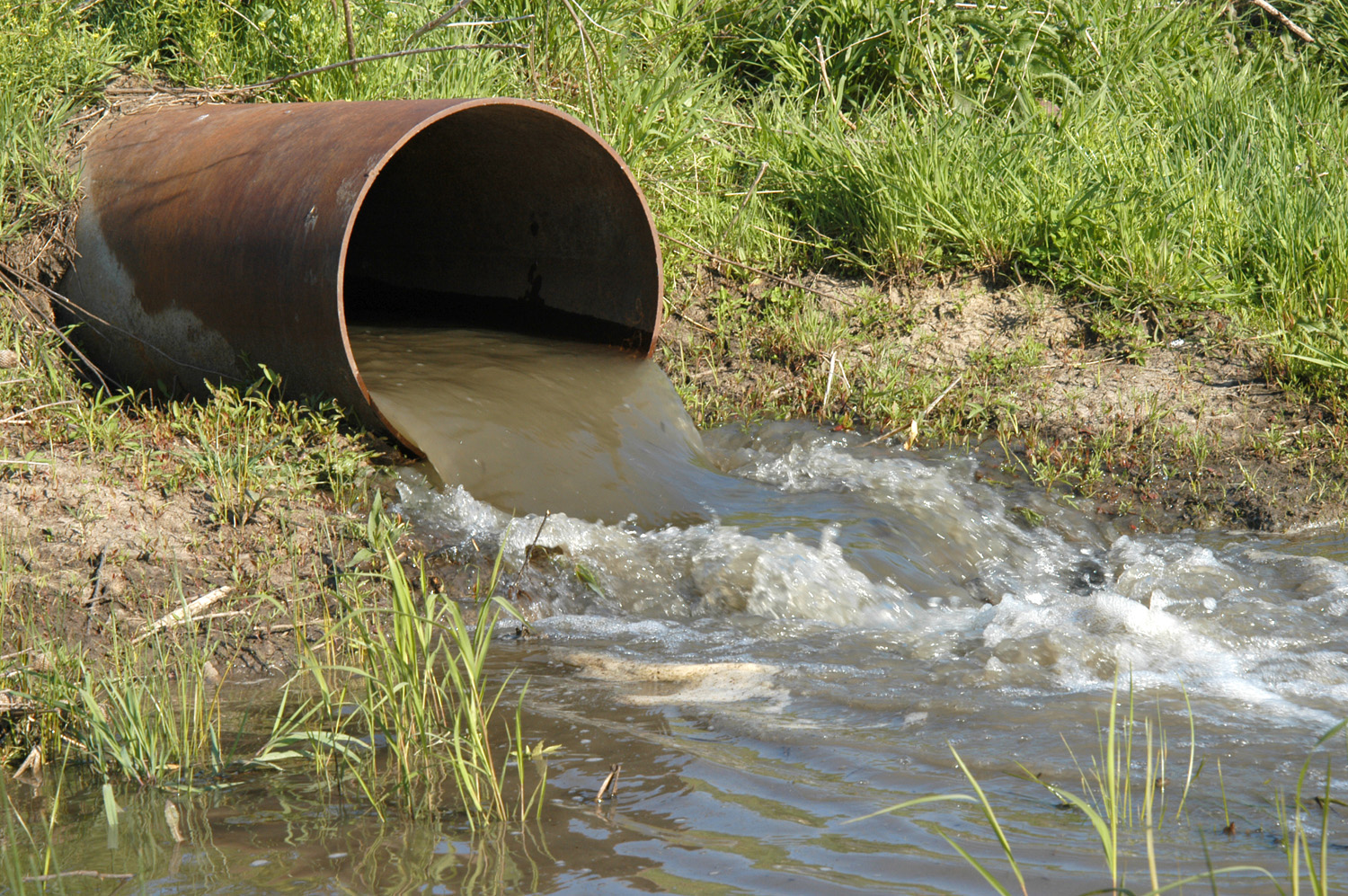
Descarga de aguas residuales a un cauce de agua

El modelo de de Streeter-Phelps es un modelo matemático que relaciona los dos principales mecanismos que definen el oxígeno disuelto en un cauce de agua superficial que recibe la descarga de aguas residuales: Descomposición de materia orgánica, y aireación de oxígeno. Este modelo ha sido adaptado tanto para fuentes puntuales como para fuentes difusas o dispersas.

## Historia
La forma inicial del modelo de Streeter-Phelps fue propuesta en 1925 por Harold Warner Streeter y Earle Bernard Phelps (1876-1953)  a partir de un estudio del proceso de oxidación y aireación en el Río Ohio en los Estados Unidos con base en datos obtenidos desde mayo de 1914 a abril de 1915.
Posteriormente otras versiones del modelo más complejas fueron desarrolladas después de los sesenta gracias a la posibilidad de realizar soluciones computacionales, que introdujeron en el modelo procesos como fotosíntesis, respiración y demanda béntica de oxígeno.

## Descripción
La forma diferencial de la forma clásica del modelo de Streeter-Phelps describe el cambio de la concentración de materia orgánica y del déficit de oxígeno disuelto que es la diferencia entre el oxígeno de saturación en un lugar y oxígeno disuelto en ese mismo lugar.
{\displaystyle {\begin{cases}V{\frac {dL}{dt}}=-k_{d}VL\\V{\frac {dD}{dt}}=k_{d}VL-k_{a}VD\end{cases}}}
donde:
- {\displaystyle k_{d}} es la tasa de consumo de oxígeno por degradación de DBO en {\displaystyle [d^{-1}]}.
- {\displaystyle k_{a}} es la tasa de aireación de oxígeno en el cuerpo de agua{\displaystyle [d^{-1}]}.
- {\displaystyle L} es la DBO de la materia orgánica en el agua en  {\displaystyle [mg\cdot L^{-1}]}.
- {\displaystyle D} es el déficit de oxígeno en {\displaystyle [mg\cdot L^{-1}]}.

la solución de este sistema de ecuaciones diferenciales ordinarias para condiciones iniciales de {\displaystyle L} y {\displaystyle D} de {\displaystyle L_{0}} y {\displaystyle D_{0}} respectivamente se tiene:
{\displaystyle {\begin{cases}L=L_{0}e^{-k_{d}t}\\D={\frac {k_{d}L_{0}}{k_{a}-k_{d}}}\left(e^{-k_{d}t}-e^{-k_{a}t}\right)+D_{0}e^{-k_{a}t}\end{cases}}}

### Fuentes Puntuales en Estado Permanente

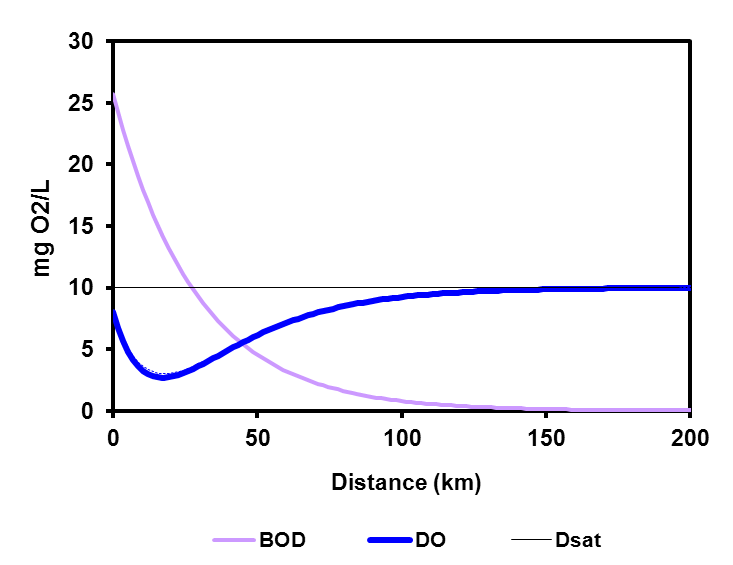